# Nicholas Alvel
Nicholas Alvel est un pirate anglais actif dans la mer Ionienne au début du XVIIe siècle (vers 1603). Avec Christopher Oloard, il aurait capturé deux navires vénitiens et les aurait amenés à Modon, en Grèce, alors sous contrôle ottoman. Les Vénitiens lancent des représailles et les capturent. Christopher Oloard est pendu mais il semblerait qu'Alvel ait échappé à son châtiment.

## Sources
- (en) Cet article est partiellement ou en totalité issu de l’article de Wikipédia en anglais intitulé « Nicholas Alvel » (voir la liste des auteurs).

- (ru) Cet article est partiellement ou en totalité issu de l’article de Wikipédia en russe intitulé « Алвел,_Николас » (voir la liste des auteurs).